# Epidendrum strobiliferum
Epidendrum strobiliferum är en orkidéart som beskrevs av Heinrich Gustav Reichenbach. Epidendrum strobiliferum ingår i släktet Epidendrum och familjen orkidéer. Inga underarter finns listade i Catalogue of Life.

## Bildgalleri

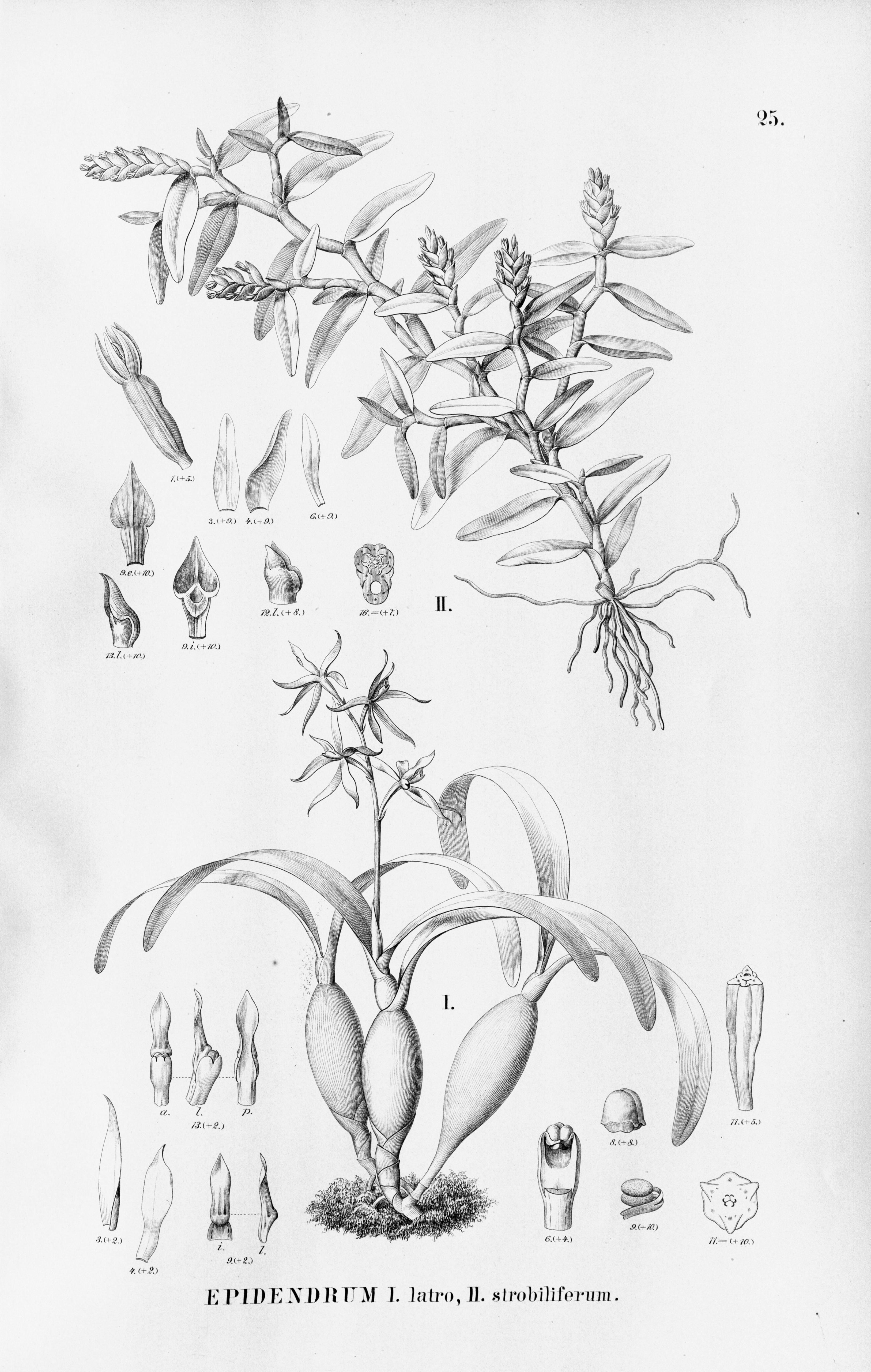